# 王晓龙 (1986年)
王晓龙（1986年3月11日—），男，北京人，中国足球运动员，场上司职翼鋒，技术出色。现效力于廣州富力。

## 职业生涯

### 青年队
王晓龙早年进入山东鲁能泰山的鲁能足校。

### 俱乐部
2005年王晓龙进入山东鲁能泰山一线队。2006年3月，在与深圳金威的中超联赛中王晓龙首次出场，全年联赛共登场6次。
2007年，由于郑智转会离去，中场竞争中王晓龙获得较多出场机会，全年联赛出场14次，并在A3冠军杯对阵城南一和的比赛中打入个人首粒俱乐部入球。
2008年作为球队重要替补球员，王晓龙在王永珀受伤缺阵后支撑起球队中场，连续在与辽宁宏运和长春亚泰的比赛中进球，帮助球队获得连胜，但在客场与大连实德的比赛中半月板受伤，提前结束赛季，全年出场7次进2球。2009年王晓龙伤愈后状态欠佳，仅出场10次。
2010年王晓龙与吴昊一同自山东鲁能泰山转会至北京国安。2010年2月23日在与墨尔本胜利的亚足联冠军联赛中替补登场，完成在新东家的首次亮相。在2010年3月27日的新赛季中国足球超级联赛揭幕战对阵南昌八一的比赛中，替补出场的王晓龙攻入加盟北京的首个进球，为球队奠定胜局。
2014年，王曉龍決定離開北京國安，加盟廣州富力。

### 国家队
王晓龙多次参加国奥队的集训，表现出色，但最终未能入选国奥队参加北京奥运会。

## 荣誉

### 山东鲁能泰山
- 中国足球超级联赛冠军：2006，2008
- 中国足协杯冠军：2006